# Contract Air Cargo
Contract Air Cargo (mã ICAO = TSU) là hãng hàng không vận chuyển hàng hóa của Hoa Kỳ, trụ sở ở Waterford, Michigan. Hãng có dịch vụ vận chuyển hàng hóa theo yêu cầu và chở khách thuê bao theo hợp đồng cho các công ty General Motors và Ford.

## Lịch sử
Contract Air Cargo được thành lập và bắt đầu hoạt động từ năm 1983, do IFL Group hoàn toàn làm chủ.

## Đội máy bay
(Tháng 1/2005):
- 1 Boeing 727-100C
- 1 Boeing 727-100F
- 9 Convair 580
- 4 Kelowna Flightcraft Convair CV5800